# 25 septembre 2015
Le vendredi 25 septembre 2015 est le 268e jour de l'année 2015.

## Décès
Par ordre alphabétique.
- Carlos Anibal Altamirano Argüello 	Prélat catholique équatorien.
- Claudio Baggini 	Prélat catholique italien.
- Bill Bridges 	Basketteur américain.
- Tommie Green 	Basketteur américain.
- Christopher Jackson 	Organiste, claveciniste et chef de chœur canadien.
- Manuel Oltra 	Compositeur espagnol.
- Hubert d'Ornano (pl) Chef d'entreprise français, fondateur de Sisley.
- Carol Rama 	Artiste peintre italienne.

## Événements
- Adoption des objectifs de développement durable, par l'Assemblée générale des Nations unies[1].